# Yairu Zangbo
Yairu Zangbo (kinesiska: Yeru Zangbu, 叶如藏布) är ett vattendrag i Kina. Det ligger i den autonoma regionen Tibet, i den sydvästra delen av landet, omkring 350 kilometer väster om regionhuvudstaden Lhasa.
Genomsnittlig årsnederbörd är 990 millimeter. Den regnigaste månaden är juli, med i genomsnitt 224 mm nederbörd, och den torraste är december, med 5 mm nederbörd.